# Anna Katharina Hahn

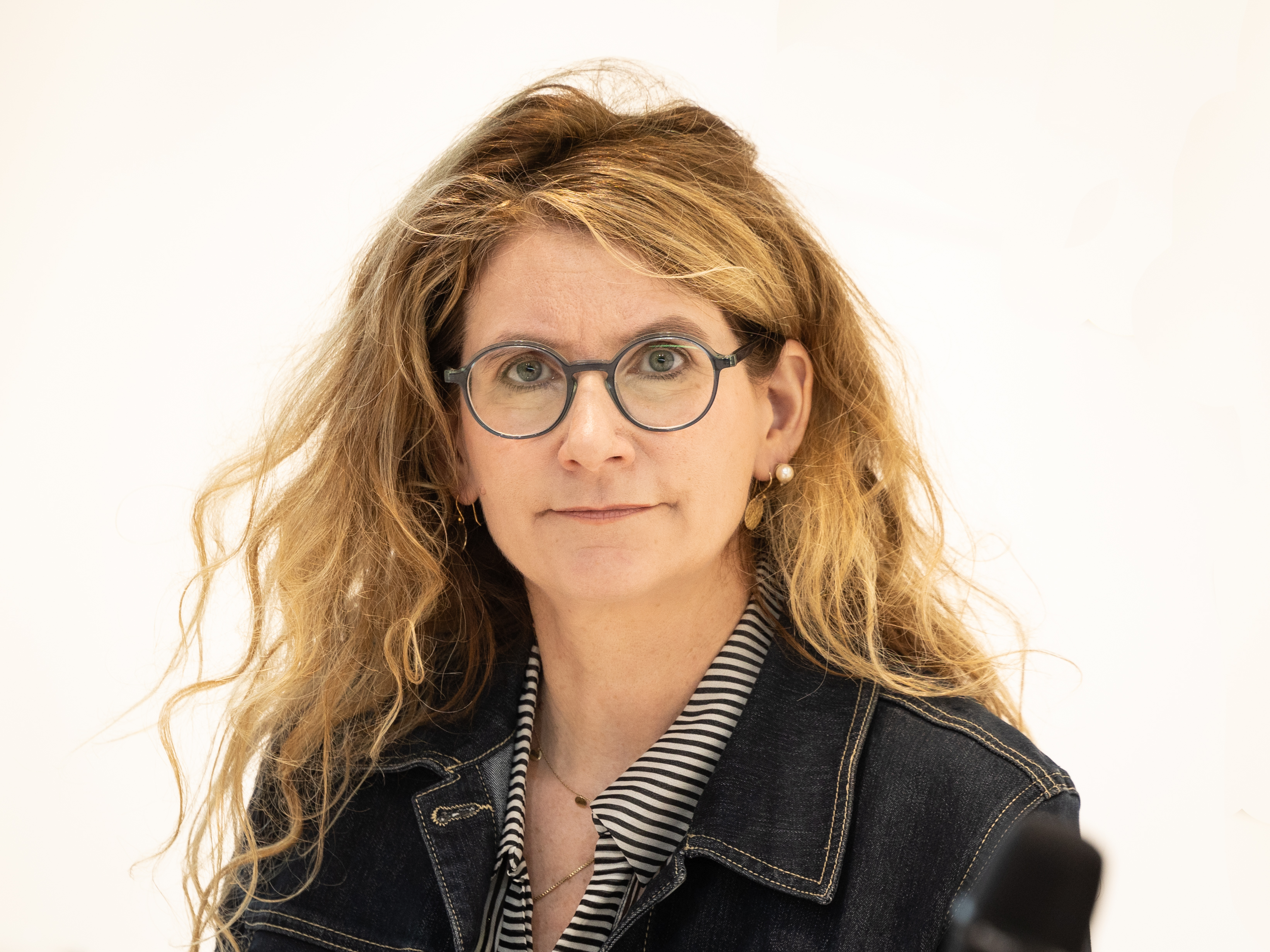
Anna Katharina Hahn bei der Frankfurter Buchmesse 2024

Anna Katharina Hahn (* 20. Oktober 1970 in Ruit auf den Fildern) ist eine deutsche Schriftstellerin.

## Leben und Werk

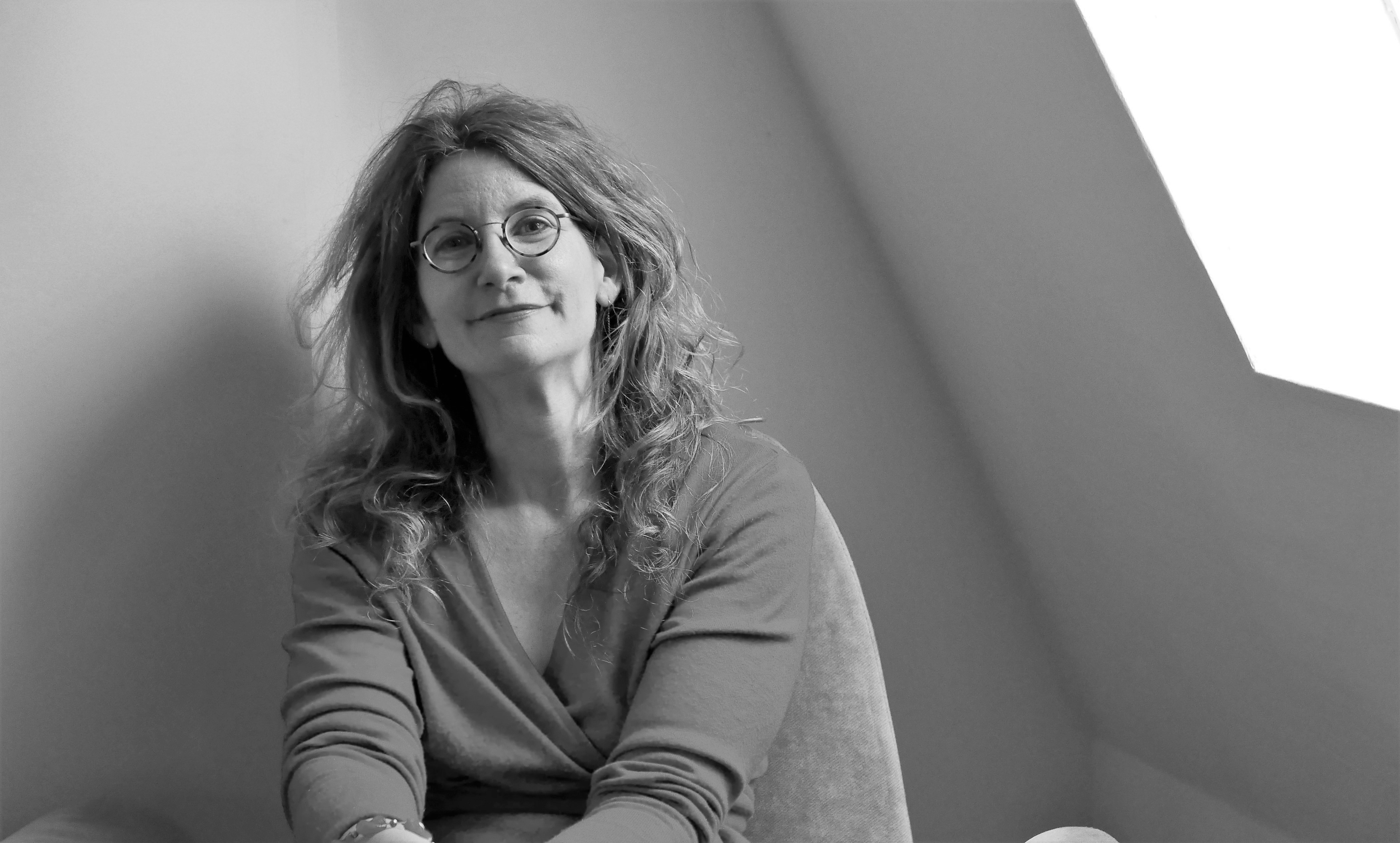
Anna Katharina Hahn, Mai 2020

Anna Katharina Hahn ist die Tochter eines in einem Stuttgarter Vorort praktizierenden Hausarztes. Sie begann nach dem Abitur in Stuttgart 1990 ihr Studium der Germanistik, Anglistik und Volkskunde an der Universität Hamburg, das sie 1995 mit dem Magistergrad abschloss. Von 1996 bis 2001 war sie als wissenschaftliche Mitarbeiterin im Deutschen Bibel-Archiv und in der Handschriftenabteilung der Staats- und Universitätsbibliothek Hamburg tätig. Neben wissenschaftlichen Veröffentlichungen zu spätmittelalterlichen Historienbibeln publizierte sie literarische Texte in Zeitschriften und Anthologien sowie zwei Bände mit Erzählungen. 2004 nahm sie am Ingeborg-Bachmann-Wettbewerb in Klagenfurt teil. 2009 wurde ihr erster Roman Kürzere Tage veröffentlicht. Nach ihrem mit Motiven von Eduard Mörike spielenden Roman Am Schwarzen Berg und ihrem die Auswirkungen der Wirtschaftskrise in Spanien behandelnden Roman Das Kleid meiner Mutter (2016) erschien 2020 der Familienroman Aus und davon, der die Verteilung der Fürsorgearbeit zwischen Frauen und Männern thematisiert. Ihr Roman Der Chor spielt in Stuttgart.
Sie ist Mitglied der Bayerischen Akademie der Schönen Künste sowie des PEN-Zentrums Deutschland, Mitgründerin des PEN Berlin und lebt heute mit ihrer Familie in Stuttgart; ihr Ehemann ist Jan Bürger vom Literaturarchiv Marbach.

## Auszeichnungen
- 1999: Literaturförderpreis der Stadt Hamburg
- 2005: Clemens-Brentano-Preis der Stadt Heidelberg
- 2006: Stipendium der Kunststiftung Baden-Württemberg[6]
- 2010: Heimito von Doderer-Literaturpreis
- 2010: Roswitha-Preis[7]
- 2012: Wolfgang-Koeppen-Preis
- 2018: Kester-Haeusler-Ehrengabe der Deutschen Schillerstiftung
- 2018: Mainzer Stadtschreiberin[8]
- 2020: Buchpreis Familienroman der Stiftung Ravensburger Verlag für Aus und davon[9]
- 2021: Verdienstorden des Landes Baden-Württemberg[10]

## Werke
- Hrsg.: Historienbibel. München 1997.
- Der Codex 8 in Scrinio der Staats- und Universitätsbibliothek Hamburg. Hamburg 1995.
- Sommerloch. Erzählungen. Hamburg 2000.
- Kavaliersdelikt. Erzählungen. Frankfurt am Main 2004.
- Kürzere Tage. Roman. Suhrkamp Verlag, Frankfurt am Main 2009, ISBN 978-3-518-42057-7.[11]
- Am Schwarzen Berg. Roman. Suhrkamp Verlag, Berlin 2012, ISBN 978-3-518-42282-3.[12]
- Das Kleid meiner Mutter. Roman. Suhrkamp Verlag, Berlin 2016, ISBN 978-3-518-42516-9.
- Aus und davon. Roman. Suhrkamp Verlag, Berlin 2020, ISBN 978-3-518-42919-8.[13][14]
- Ich kann mir alles vorstellen. Antrittsrede Mainzer Stadtschreiberin 2018, Kleine Drucke Nr. 114, Internationale Gutenberg-Gesellschaft e. V., Mainz 2022.
- Der Chor. Roman. Suhrkamp Verlag, Berlin 2024, ISBN 978-3-518-43160-3.